# 微弯假复叶耳蕨
微弯假复叶耳蕨（学名：Acrorumohra subreflexipinna）为鳞毛蕨科假复叶耳蕨属下的一个种。